# Seznam županov Mestne občine Nova Gorica
Seznam županov Mestne občine Nova Gorica je urejen kronološko.
Na seznamu so navedeni vsi predsedujoči od leta 1952.

## Seznam
| # | Predsednik Občinskega ljudskega odbora Nova Gorica | Začetek delovanja | Konec delovanja |
| - | -------------------------------------------------- | ----------------- | --------------- |
| 1 | Ludvik Gabrijelčič                                 | 1952              | 1963            |

| # | Predsednik skupščine občine Nova Gorica | Začetek delovanja | Konec delovanja |
| - | --------------------------------------- | ----------------- | --------------- |
| 1 | Jožko Štrukelj                          | 1963              | 1967            |
| 2 | Milan Vižintin                          | 1967              | 1969            |
| 3 | Rudi Šimac                              | 1969              | 1974            |
| 4 | Jože Šušmelj                            | 1974              | 1982            |
| 5 | Zorko Debeljak                          | 1982              | 1984            |
| 6 | Danilo Bašin                            | 1984              | 1988            |
| 7 | Albert Bevčič                           | 1988              | 1990            |
| 8 | Sergij Pelhan                           | 1990              | 1993            |
| 9 | Tomaž Marušič                           | 1993              | 1994            |

| # | Župan            | Stranka         | Začetek delovanja | Konec delovanja |
| - | ---------------- | --------------- | ----------------- | --------------- |
| 1 | Črtomir Špacapan | LDS             | 1994              | 2002            |
| 2 | Mirko Brulc      | SD              | 2002              | 2010            |
| 3 | Matej Arčon      | LDS             | 2010              | 2018            |
| 4 | Klemen Miklavič  | Goriška.si      | 2018              | 2022            |
| 5 | Samo Turel       | Gibanje Svoboda | 2022              |                 |